# Nikolaj Benardos
Nikolaj Nikolajevitsj Benardos (Russisch: Никола́й Никола́евич Бенардо́с) (Benardosovka (Gouvernement Cherson), 26 juli [O.S. 7 augustus] 1842 – Fastiv, Oekraïne, 21 september [O.S. 8 september] 1905) was een Russische uitvinder die in 1881 het booglassen uitvond, met een vlamboog tussen twee koolstofelektroden. Dit was de eerste praktisch toepasbare methode van booglassen.
De methode om een vlamboog te maken tussen koolstofelektroden was al in 1800 ontdekt door Sir Humphry Davy, en twee jaar later onafhankelijk van hem door Vasily Vladimirovitsj Petrov. Het was echter Benardos die dit praktisch wist toe te passen.

## Biografie
Benardos werd in een klein Russisch dorpje geboren, dat ligt in het hedendaagse Oekraïne. Hij groeide op in een familie met een rijke militaire traditie. Al op jonge leeftijd was hij geïnteresseerd in techniek, maar op aandringen van zijn vader ging hij in 1862 in Kiev geneeskunde studeren. Tijdens die studie deed hij zijn eerste uitvinding: zilveren tandvullingen. In 1866 stopte hij met zijn geneeskundestudie en ging naar de Petrovski landbouwuniversiteit in Moskou. Al spoedig had hij diverse uitvindingen op het gebied van landbouwwerktuigen op zijn naam staan.
In 1867 trok hij naar het familielandgoed van zijn moeder, en leerde daar Anna A. Lebedev kennen, met wie hij een jaar later trouwde. Van haar kreeg hij vier zonen en een dochter. In datzelfde gebied waar hij zijn vrouw had leren kennen, vestigde hij zich. Hij bouwde er een landhuis en begon er agrarische bedrijvigheid. Maar hij was meestal te vinden in de werkplaats, waar hij allerlei uitvindingen deed, waaronder de voorloper van de wasmachine. Ook stichtte hij er een school en een apotheek. Hij toonde zich zeer maatschappelijk betrokken.
In 1873 werd hij aangeklaagd voor vermeende belediging en na een strafproces dat een jaar duurde werd hij met twee broers naar Siberië gestuurd, waar hij uiteindelijk 3 maanden heeft moeten doorbrengen.
Thuis teruggekomen na zijn gevangenschap pakte hij snel weer het uitvinden op. Drie jaar werkte hij aan een stoomboot die ondiepe rivieren kon bevaren. Het schip werd uiteindelijk echt gebouwd en heeft gevaren, maar trok geen aandacht en werd uiteindelijk roemloos gesloopt.
Voor de bouw van dat schip was het echter nodig om metalen delen te lassen, en omdat er geen geschikte lasapparatuur beschikbaar was, begon Benardos daaraan te werken. Hij kreeg contact met de uitvinder Andrej Bjoeksenmejster, die een fabriek van batterijen, koolstofproducten en elektrische lampen had. Op die manier kon hij over een krachtige stroombron beschikken, waarmee hij proeven kon doen. Dit kostte hem veel geld, waardoor hij zich gedwongen zag om zijn landgoed te verkopen. Hij verhuisde in 1879 naar Sint-Petersburg. Daar leerde hij Pavel Jablotsjkov kennen: een elektrotechnisch ingenieur en uitvinder die onder andere een verbeterde booglamp had uitgevonden. Via hem kwam hij in contact met veel vooraanstaande wetenschappers uit die tijd. De elektrische verlichting raakte in de mode, en Benardos ging werken in een fabriek voor elektrische lampen, waar hij weer uitvindingen kon gaan doen. In 1881 ontwikkelde hij zo het booglassen, dat door hem 'elektrogefest' werd genoemd: de uitvinding die hem de meeste roem zou opleveren. In de jaren die volgden hield hij zich bezig met het verbeteren van deze lasmethode. Door geldgebrek moest hij het octrooi laten verlopen, maar na het verkopen van een landgoed kon hij dit alsnog verlengen. In de periode van 1885-1887 kon hij met hulp van de geldschieter Olsjevski patenten verwerven voor veel Europese landen, waardoor hij 's werelds eerste laswinkel kon openen. Zijn roem steeg en in de jaren 1890 waren er al honderden bedrijven die metaal lasten met apparatuur van Benardos.
In januari 1892 hield Benardos in St. Petersburg een tentoonstelling met vele van zijn uitvindingen, en daar ontving hij de hoogste Russische technische onderscheiding: de gouden medaille van het Russisch Technisch Genootschap.
Het jarenlang werken met lood uit de accu's die hij gebruikte bij zijn uitvindingen, tastte uiteindelijk zijn gezondheid aan. Hij kreeg een ernstige loodvergiftiging en verhuisde op aandringen van artsen naar Fastiv. Dit verhinderde hem echter niet om door te gaan met het doen van uitvindingen. Hij ging daarmee door tot vlak voor zijn dood in september 1905. In totaal heeft hij ongeveer 200 uitvindingen op zijn naam staan, vooral op het terrein van techniek, landbouw en vervoer, maar ook snelkookpannen, turbines, een kanon dat een touw kon schieten naar een schip in nood, enz.

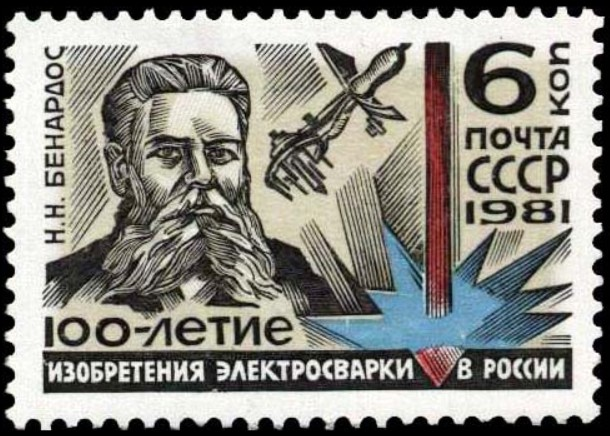
Sovjetpostzegel, gewijd aan de honderdste verjaardag van de uitvinding van het booglassen.

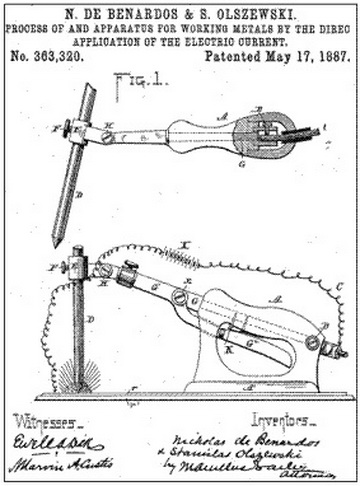
Het octrooi uit 1887 van de booglasmethode, op naam van Benardos en zijn geldschieter Olsjevski